# مآثر سلطانیه
مآثر سلطانیه، کتابی است به فارسی در مورد تاریخ ایران در دوره پادشاهی فتح‌علی‌شاه قاجار.

## نویسنده
کتاب مآثر سلطانیه اثر عبدالرزاق بیک دُنبُلی متخلص به مفتون است که تألیف آن در ذیحجهٔ ۱۲۳۶ ه‍.ق به پایان رسیده است. عبدالرزاق بیگ دنبلی با تخلص مَفتون، نویسنده و شاعر پارسی‌گوی بود. وی در زمان آقامحمدخان قاجار در دیوان انشاء عباس میرزا  نایب‌السلطنه در تبریز به کار مشغول بود.

## موضوع
این کتاب حاوی مفصل‌ترین روایت مستقیم از جنگ‌های ایران و روس است.

## چاپ کتاب
مآثر سلطانیه در سال ۱۲۴۱ در تبریز به‌صورت چاپ سنگی به چاپ رسیده است و از اولین کتاب‌های چاپی در ایران به شمار می‌آید. همین متن به‌صورت افست چند بار در تهران به چاپ رسیده است. مآثر سلطانیه بر اسااس نسخهٔ موزهٔ بریتانیا به‌صورت حروفی در سال ۱۳۸۳ در تهران به چاپ رسیده است.

## ترجمه
دومین سفیر انگلیس در ایران، سر هارفورد جونز مآثر سلطانیه را به انگلیسی ترجمه کرد. 